# Воронченко Вадим Анатолійович
Вадим Анатолійович Воронченко (нар. 11 січня 1989) — український футболіст, півзахисник.

## Клубна кар'єра

### «Динамо» (Київ)
Народився в місті Глобине, Полтавська область. Футболом розпочав займатися в молодіжній академії київського «Динамо», у футболці якої до 2006 року виступав у ДЮФЛУ. У 2007 році переведений до складу дорослої команди киян, але через величезну конкуренцію в першій команді був переведений у третю команду. На професіональному рівні дебютував 31 липня 2006 року в нічийному (1:1) виїзному поєдинку 1-о туру групи А Другої ліги проти чернівецької «Буковини». Воронченко вийшов на поле на 70-й хвилині, замінивши Руслана Коряна. Також залучався й до матчів другої динамівської команди, за дебютував 12 травня 2007 року в програному (3:4) домашньому поєдинку 32-о туру Першої ліги проти «Кримтеплиці». Вадим вийшов на поле на 64-й хвилині, замінивши Павла Степанця. Проте у «Динамо-2» виходив на поле не часто — зіграв 4 матчі в Першій лізі: 2 — у стартовому складі та 2 — виходячи на заміну. Переважну більшість ігрового часу проводив на полі саме в складі «Динамо-3». Дебюним голом на професіональному рівні відзначився 18 жовтня 2007 року на 10-й хвилині переможного (2:0) домашнього поєдинку 13-о туру групи А Другої ліги проти южноукраїнської «Енергії». Воронченко вийшов на поле в стартовому складі та відіграв увесь матч. У складі «Динамо-3» в Другій лізі зіграв 38 матчів та відзначився 1 голом.

### ПФК «Олександрія»
Влітку 2008 року перейшов до ПФК ПФК «Олександрії». Дебютував у футболці «професіоналів» 24 серпня 2008 року в переможному (2:0) домашньому поєдинку 6-о туру Першої ліги проти івано-франківського «Прикарпаття». Вадим вийшов на поле на 87-й хвилині, замінивши Дениса Пономаря. Дебютним голом за олександрійську команду відзначився 23 вересня 2008 року на 3-й хвилині програного (3:4) виїзного поєдинку 10-о туру Першої ліги проти київської «Оболоні». Воронченко вийшов на поле в стартовому складі, а на 59-й хвилині його замінив Олександр Нікітін. В олександрійській команді провів один сезон, був гравцем основної обойми. За цей час у Першій лізі зіграв 16 матчів та відзначився 3-а голами, ще 1 поєдинок провів у кубку України.

### МФК «Миколаїв» та виступи на аматорському рівні
Влітку 2009 року перейшов до МФК «Миколаїв». Дебютував у складі «корабелів» 18 липня 2009 року в переможному (3:0) домашньому поєдинку 1-о попереднього раунду кубку України проти мелітопольського «Олкому». Воронченко вийшов на поле в стартовому складі, а на 68-й хвилині його замінив Костянтин Чаус. У Другій лізі дебютував за миколаївську команду 29 липня 2009 року в нічийному (0:0) виїзному поєдинку 1-о туру групи А проти хмельницького «Динамо». Вадим вийшов на поле в стартовому складі, а на 63-й хвилині його замінив Костянтин Чаус. У літньо-осінній частині сезону 2009/10 зіграв у 12-и матчах Другої ліги та 3 поєдинках кубку України. Другу частину сезону догравав в аматорському колективі «Нове життя» (Андріївка).
У 2011 році заграв 3 матчі в аматорському чемпіонаті України за ФК «Путрівка», а також у чемпіонаті Полтавської області за «Темп» (Градизьк). У 2012 році виступав у чемпіонаті АР Крим за ялтинську «Жемчужину» (3 матчі).

### «Десна» (Чернігів) та ФК «Глобино»
Напередодні початку сезону 2012/13 років перейшов до «Десни». Дебютував у футболці чернігівського клубу 14 липня 2012 року в переможному (3:0) домашньому поєдинку 1-о туру групи А Другої ліги проти хмельницького «Динамо». Воронченко вийшов на поле на 72-й хвилині, замінивши Богдана Кобеця. Єдиним голом у футболці «Десни» відзначився 6 жовтня 2012 року на 41-й хвилині нічийного (1:1) виїзного поєдинку 14-о туру групи А Другої ліги проти тернопільської «Ниви». Вадим вийшов на поле в стартовому складі, а на 74-й хвилині його замінив Петро Кондратюк. У чернігівському клубі провів один сезон, зіграв у 19 матчах (1 гол) у Другій лізі та в 1-у поєдинку кубку України.
Потім отриав важку травму, тривалий період часу відновлювався. Для підтримки форми у 2014 році виступав у чемпіонаті Полтавської області за команду рідного міста — ФК «Глобине». У липні того ж року проходив перегляд у своїй колишній команді, чернігівській «Десні». Дебютував після свого повернення до чернігівців 26 липня 2014 року в програному (1:2) виїзному поєдинку 1-о туру Першої ліги проти ПФК «Олександрія». Воронченко вийшов на поле на 90-й хвилині, замінивши Петра Кондратюка. У першій частині сезону 2014/15 у Першій лізі зіграв 12 матчів. У 2015 році знову виступав у ФК «Глобине».

### «Гірник-спорт» та ФК «Полтава»
На початку липня 2015 року відправився на перегляд до «Гірник-спорту», за результатами якого підписав контракт з клубом. Дебютував за комсомольський клуб 26 липня 2015 року в нічийному (0:0) виїзному поєдинку 1-о туру Першої ліги проти вінницької «Ниви». Вадим вийшов на поле в стартовому складі, а на 89-й хвилині його замінив Дмитро Клімаков. Дебютним голом за «Гірник-спорт» відзначився 30 серпня 2015 року на 56-й хвилині програного (1:2) виїзного поєдинку 6-о туру Першої ліги проти краматорського «Авангарду». Воронченко вийшов на поле в стартовому складі та відіграв увесь матч. Наприкінці травня 2016 року продовжив контракт з клубом. У команді провів півтора сезони, за цей час у Першій лізі зіграв 30 матчів та відзначився 2-а голами.
На початку вересня 2016 року підписав контракт з ФК «Полтава», у команді виступав під «10-м» ігровим номером. Дебютував за «городян» 8 вересня 2016 року в переможному (3:1) домашньому поєдинку 8-о туру Першої ліги проти «Черкащини-Академії». Вадим вийшов на поле на 90-й хвилині, замінивши Юрія Соломку, а на 90+3-й хвилині відзначився голом. У середині грудня 2016 року полтавчани розірвали контракт з футболістом. За неповну першу частину сезону 2016/17 у футболці ФК «Полтава» у Першій лізі провів 9 матчів (1 гол), у кубку України — 2 поєдинки.

### «Таврія» (Сімферополь)
Наприкінці липня 2017 року підписав контракт з сімферопольською «Таврією». Дебютував у складі «кримчан» 22 липня 2017 року в переможному (3:2) домашньому поєдинку 2-о туру Другої ліги проти петрівського «Інгульця-2». Воронченко вийшов на поле в стартовому складі та відіграв увесь матч, а на 21-й хвилині відзначився дебютним голом у футболці «Таврії». У сезоні 2017/18 років з 18-а забитими м'ячами став четвертим найкращим бомбардиром Другої ліги, поступившись лише Ігору Худоб'яку, Богдану Семенцю та Сергію Давидову. Після закінчення осінньої частини сезону 2018/19 Воронченко залишив склад «Таврії».

## Кар'єра в збірній
Виступав за юнацькі збірні України різних вікових категорій.